# Liste der Berge oder Erhebungen in Südamerika
Dies ist eine Liste von Bergen Südamerikas. Für weitere Berge siehe die Unterlisten nach Staat.
| Name des Berges      | Höhe   | Gebirge                             | Staat              | Anmerkungen                                                                           |
| -------------------- | ------ | ----------------------------------- | ------------------ | ------------------------------------------------------------------------------------- |
| Aconcagua            | 6961 m | Anden                               | Argentinien        | höchster Berg außerhalb Asiens, höchster Berg Argentiniens                            |
| Ojos del Salado      | 6893 m | Anden                               | Argentinien, Chile | höchster Vulkan der Erde, höchster Berg Chiles                                        |
| Monte Pissis         | 6795 m | Anden                               | Argentinien        | Vulkan; Höhenangabe von 6882 m beruht vermutlich auf einem Messfehler                 |
| Nevado Huascarán     | 6768 m | Cordillera Blanca, Anden            | Peru               | höchster Berg Perus                                                                   |
| Cerro Bonete Chico   | 6759 m | Anden                               | Argentinien        |                                                                                       |
| Tres Cruces          | 6749 m | Anden                               | Argentinien, Chile | Vulkan                                                                                |
| Llullaillaco         | 6739 m | Anden                               | Argentinien, Chile | Vulkan                                                                                |
| Mercedario           | 6770 m | Anden                               | Argentinien        |                                                                                       |
| Walther Penck        | 6658 m | Anden                               | Argentinien        | erloschener Vulkan                                                                    |
| Yerupaja             | 6635 m | Cordillera Huayhuash, Anden         | Peru               |                                                                                       |
| Incahuasi            | 6621 m | Anden                               | Argentinien, Chile | Vulkan                                                                                |
| Tupungato            | 6570 m | Anden                               | Argentinien, Chile | erloschener Vulkan                                                                    |
| Sajama               | 6542 m | Cordillera Occidental, Anden        | Bolivien           | Vulkan, höchster Berg Boliviens                                                       |
| El Muerto            | 6542 m | Anden                               | Argentinien, Chile | Vulkan                                                                                |
| Illimani             | 6439 m | Cordillera Real, Anden              | Bolivien           | erloschener Vulkan                                                                    |
| Ancohuma             | 6425 m | Cordillera Real, Anden              | Bolivien           |                                                                                       |
| Coropuna             | 6425 m | Anden                               | Peru               | erloschener Vulkan                                                                    |
| Antofalla            | 6409 m | Anden                               | Argentinien        | aktiver Vulkan                                                                        |
| Huandoy              | 6395 m | Cordillera Blanca, Anden            | Peru               |                                                                                       |
| Huantsán             | 6395 m | Cordillera Blanca, Anden            | Peru               |                                                                                       |
| Ausangate            | 6384 m | Anden                               | Peru               |                                                                                       |
| Cerro el Libertador  | 6380 m | Anden                               | Argentinien        |                                                                                       |
| Coropuna Casulla     | 6377 m | Cordillera Occidental, Anden        | Peru               |                                                                                       |
| Illampú              | 6368 m | Cordillera Reall, Anden             | Bolivien           |                                                                                       |
| Chopicalqui          | 6354 m | Cordillera Blanca, Anden            | Peru               |                                                                                       |
| Parinacota           | 6348 m | Cordillera Occidental, Anden        | Chile, Bolivien    | Vulkan                                                                                |
| Siula Grande         | 6344 m | Cordillera Huayhuash, Anden         | Peru               |                                                                                       |
| Chimborazo           | 6310 m | Cordillera Occidental, Anden        | Ecuador            | Vulkan, höchster Berg Ecuadors, vom Erdmittelpunkt gemessen höchste Erhebung der Erde |
| Chinchey             | 6309 m | Cordillera Blanca, Anden            | Peru               |                                                                                       |
| Ampato               | 6288 m | Cordillera de Ampato, Anden         | Peru               | Vulkan                                                                                |
| Pomerape             | 6286 m | Cordillera Occidental, Anden        | Chile, Bolivien    | Vulkan                                                                                |
| Palcaraju            | 6274 m | Cordillera Blanca, Anden            | Peru               |                                                                                       |
| Salcantay            | 6271 m | Cordillera Vilcabamba, Anden        | Peru               |                                                                                       |
| Santa Cruz           | 6259 m | Cordillera Blanca, Anden            | Peru               |                                                                                       |
| Nevado Copa          | 6188 m | Cordillera Blanca, Anden            | Peru               |                                                                                       |
| Ranrapalca           | 6162 m | Cordillera Blanca, Anden            | Peru               |                                                                                       |
| Pucaranra            | 6156 m | Cordillera Blanca, Anden            | Peru               |                                                                                       |
| Hualcán              | 6122 m | Cordillera Blanca, Anden            | Peru               |                                                                                       |
| Nevado Chacraraju    | 6112 m | Cordillera Blanca, Anden            | Peru               |                                                                                       |
| Callangate           | 6110 m | Cordillera Vilcanota, Anden         | Peru               |                                                                                       |
| Marmolejo            | 6108 m | Anden                               | Argentinien, Chile | südlichster Sechstausender der Welt                                                   |
| Chumpe               | 6106 m | Cordillera Vilcanota, Anden         | Peru               |                                                                                       |
| Alcamarinayoc        | 6102 m | Cordillera Vilcanota, Anden         | Peru               |                                                                                       |
| Huayna Potosí        | 6088 m | Cordillera Real, Anden              | Bolivien           |                                                                                       |
| Guallatiri           | 6071 m | Cordillera Occidental, Anden        | Chile              |                                                                                       |
| Chachani             | 6057 m | Anden                               | Peru               |                                                                                       |
| Acotango             | 6052 m | Cordillera Occidental, Anden        | Chile              | Vulkan                                                                                |
| Quitaraju            | 6040 m | Cordillera Blanca, Anden            | Peru               |                                                                                       |
| Tocllaraju           | 6034 m | Cordillera Blanca, Anden            | Peru               |                                                                                       |
| Caraz                | 6025 m | Cordillera Blanca, Anden            | Peru               |                                                                                       |
| Artesonraju          | 6025 m | Cordillera Blanca, Anden            | Peru               | "Paramount-Berg"                                                                      |
| Uturuncu             | 6008 m | Cordillera de Lípez, Anden          | Bolivien           | Vulkan                                                                                |
| Alpamayo             | 5947 m | Cordillera Blanca, Anden            | Peru               | „schönster Berg der Welt“, „Weiße Kathedrale“                                         |
| Licancabur           | 5920 m | Cordillera Occidental, Anden        | Bolivien, Chile    | Vulkan                                                                                |
| Cotopaxi             | 5897 m | Anden                               | Ecuador            | Vulkan                                                                                |
| Misti                | 5822 m | Anden                               | Peru               | Vulkan                                                                                |
| Pastos Grandes       | 5802 m | Cordillera Occidental, Anden        | Bolivien           | Supervulkan VEI 7                                                                     |
| Cayambe              | 5796 m | Anden                               | Ecuador            | Vulkan                                                                                |
| Pico Cristóbal Colón | 5775 m | Sierra Nevada de Santa Marta, Anden | Kolumbien          | höchster Berg Kolumbiens (zusammen mit dem Pico Simón Bolívar)                        |
| Pico Simón Bolívar   | 5775 m | Sierra Nevada de Santa Marta, Anden | Kolumbien          | höchster Berg Kolumbiens (zusammen mit dem Pico Cristóbal Colón)                      |
| Antisana             | 5753 m | Anden                               | Ecuador            | Vulkan                                                                                |
| Nevado de Tuco       | 5454 m | Cordillera Blanca                   | Peru               |                                                                                       |
| Nevado del Ruiz      | 5389 m | Anden                               | Kolumbien          | Vulkan                                                                                |
| Maipo                | 5323 m | Anden                               | Argentinien, Chile |                                                                                       |
| Guaneguane           | 5105 m | Anden                               | Chile              | Vulkan                                                                                |
| Pico Bolívar         | 4978 m | Kordillere von Mérida               | Venezuela          | höchster Berg Venezuelas                                                              |
| Cerro Rico           | 4800 m | Cordillera Central                  | Bolivien           | von großer historischer und wirtschaftlicher Bedeutung                                |

Südamerika ist ein Kontinent, bei dem die Angaben, auch offizielle, bezüglich der Höhen oft stark variieren. Mit diesem Problem hat sich Aaron Maizlish auf Peaklist auseinandergesetzt.